# Ledesma (entreprise)
Ledesma est une entreprise argentine appartenant à l'industrie agroalimentaire et employant plus de 7 700 personnes. Elle domine le marché national du sucre et du papier, et a des parts de marché importantes dans les jus de fruits, la viande et les céréales principalement.
L'entreprise collabore activement avec la dictature de Jorge Videla. En juillet 1976, elle coupe pendant six nuits l’électricité dans la province de Jujuy, déclenchant la Noche del Apagon. Le premier soir, des policiers lourdement armés profitent de la confusion pour perquisitionner les habitations de plusieurs localités. Plus de 400 personnes sont enlevées dans des camions mis à disposition de la police par l'entreprise. Certaines seront relâchées après quelques jours, d'autres restent séquestrées pendant des semaines ou des mois. Une trentaine sont assassinées ou torturées à mort.